# .pm
.pm je vrhovna internetska domena za Sveti Petar i Mikelon.

## Vanjske poveznice
- IANA .pm whois informacija  Arhivirana inačica izvorne stranice od 4. srpnja 2008. (Wayback Machine)